# Gal Fridman
Gal Fridman (Hadera, 16 de setembre de 1975), windsurfista israelià i medalla d'Or als Jocs Olímpics d'Atenes 2004.
Va començar a practicar windsurf als set anys, encoratjat pel seu pare, un gran aficionat d'aquest esport. Va participar en la seva primera competició als 13 anys.
Fridman va fer el seu debut olímpic l'any 1996, als Jocs Olímpics d'Atlanta, on va guanyar la medalla de Bronze de la classe Mistral.
Els anys 1999 i 2000 va passar per un mal moment i no es va poder classificar pels Jocs Olímpics de Sydney. Durant aquest període i per millorar el seu rendiment físic es va entrenar practicant altres esports com Mountain Bike.
Gal Fridman va tornar als millors llocs de la vela mundial dos anys més tard, guanyant diverses medalles als grans campionats, incloent el primer lloc al Campionat Mundial del 2004.